# La Volta (Moià)
La Volta és una via pública de Moià inclosa a l'Inventari del Patrimoni Arquitectònic de Catalunya.

## Descripció
Carrer cobert que enllaça el carrer Casanova amb la plaça de l'Hospital. Fa aproximadament 4 metres d'alçada, 2 d'amplada i 12 de longitud. Està construït a base de grans carreus de pedra picada, molt regulars i disposats en filades. La coberta és en volta de canó. Al damunt hi ha edificat el cambril de l'església.

## Història
Fins a mitjans del segle xviii es tractava d'un carrer obert que, passant pel darrere de l'església anava cap al palau dels comtes, passant per la plaça de les gallines. L'any 1743, quan es va ampliar l'església per tal d'afegir-hi el cambril, hom decidí cobrir el carrer per tal d'edificar-hi al damunt.